# Arctosa kirkiana
Arctosa kirkiana là một loài nhện trong họ Lycosidae.
Loài này thuộc chi Arctosa. Arctosa kirkiana được Embrik Strand miêu tả năm 1913.